# Hradiště v Česku

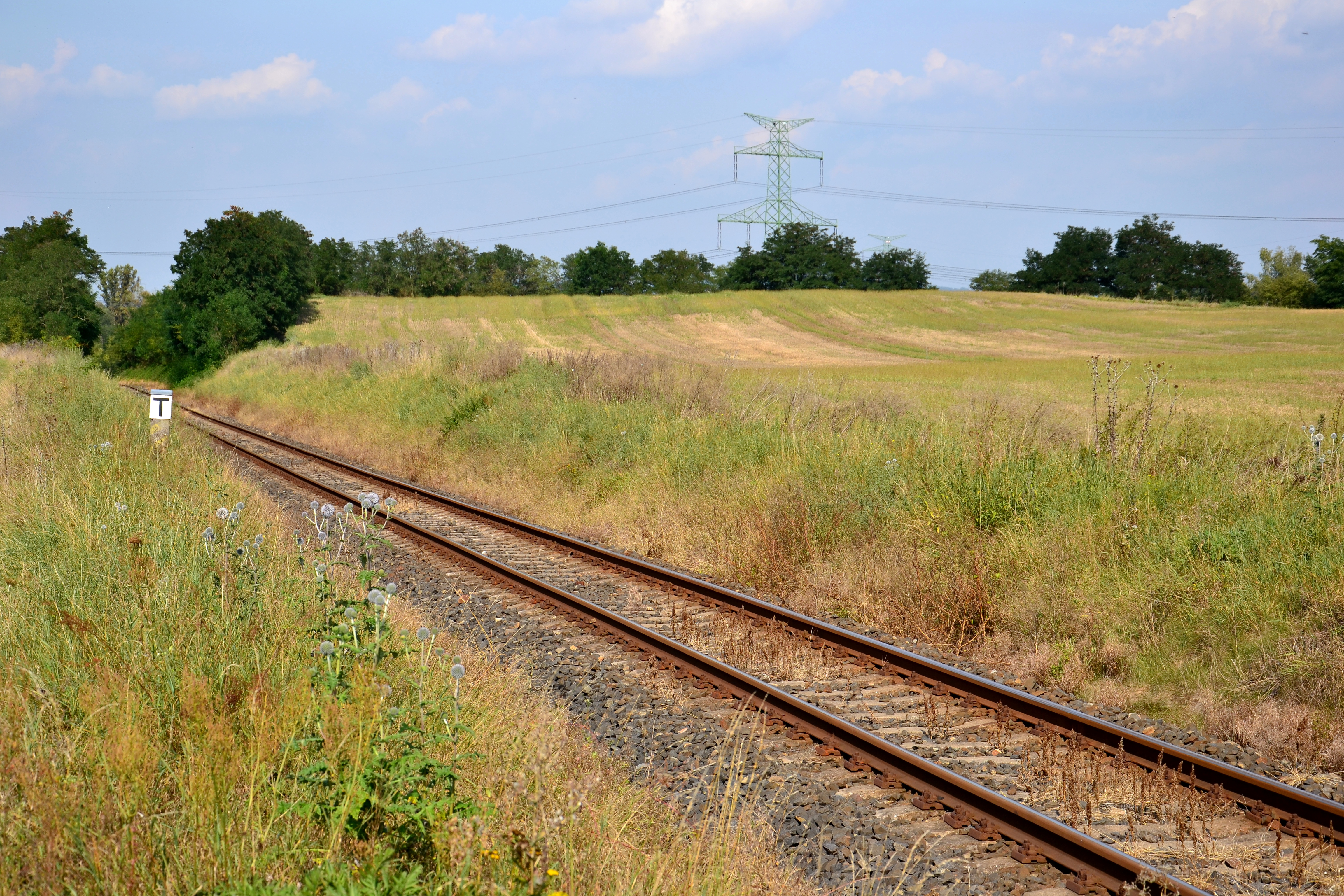
Březenské hradiště bylo opevněno již ve starší době bronzové. Nadzemní části opevnění byly zničeny orbou.

Hradiště v Česku (na Moravě označovaná též jako hradiska) jsou opevněná sídliště na území Česka budovaná s dlouhými přestávkami od neolitu až do raného středověku. Na rozdíl od některých vrcholně středověkých hradů nebo měst hradiště obvykle nejsou krajinnými dominantami, protože se dochovala jen v podobě nevýrazných terénních reliktů, kterými jsou příkopy a valy.
Raně středověká hradiště byla ve své době označována jako hrady, a proto je správným označením těchto staveb termín raně středověké hrady. Svou podobou se však hradiště od vrcholně středověkých hradů velmi lišila.
Výsledky archeologických výzkumů prezentuje několik archeologických skanzenů. Jedním z nich je netolické hradiště, na kterém byl zrekonstruován úsek původní hradby.

## Datování
Datování vzniku a existence českých hradišť vychází z tradice staršího bádání, ale skutečně ověřených lokalit existuje jen malé množství a řada míst dosud datována nebyla. Základním datovacím materiálem bývá keramika, ale na některých místech se dosud žádnou nalézt nepodařilo. Mnoho lokalit bylo osídlených ve více časových obdobích a keramika získaná na takových lokalitách často patří více kulturám. V takových případech nelze jednoduše spojovat osídlení danou kulturou a existenci opevnění. Potvrdit současnost keramiky a opevnění umožňuje pouze destruktivní archeologický výzkum.

## Vývoj českých hradišť

### Neolit
Z neolitu je známá řada areálů vymezených pomocí příkopů, palisád a náspů bez vnitřní konstrukce, které však neměly charakter opevnění. Jejich funkcí bylo oddělit určitý prostor vyhrazený nejspíše pro kultovní účely (např. rondely. Obrannou funkci popírá také umístění podobných objektů v krajině, protože pro ně byla volena místa snadno dostupná. Teprve v závěru neolitu se objevují první nevelké lokality s opevněním označované jako hradiště nebo opevněná výšinná sídliště.

### Eneolit
První nepochybně prokazatelná hradiště pochází z eneolitu. Předpokládá se, že byla budována jako forma obrany před výraznými zvraty společenské a hospodářské struktury, ke kterým v eneolitu docházelo. Základním způsobem opevnění byl příkop s palisádou na vnitřním okraji. Používaly se však také celokamenné hradby nebo hradby kombinující dřevo a kámen. V případě významnějších lokalit docházelo k budování vícenásobných linií opevnění. Vzhledem k tomu, že způsob opevnění se objevil přímo ve vrcholných parametrech, předpokládá se jejich import ze zahraničí. Stavbu nejspíše řídili specialisté, ale základní práce vykonávali místní obyvatelé. Řada objektů vznikla podél dálkových cest, a proto jsou některá hradiště považována za obchodní stanice.

### Doba bronzová

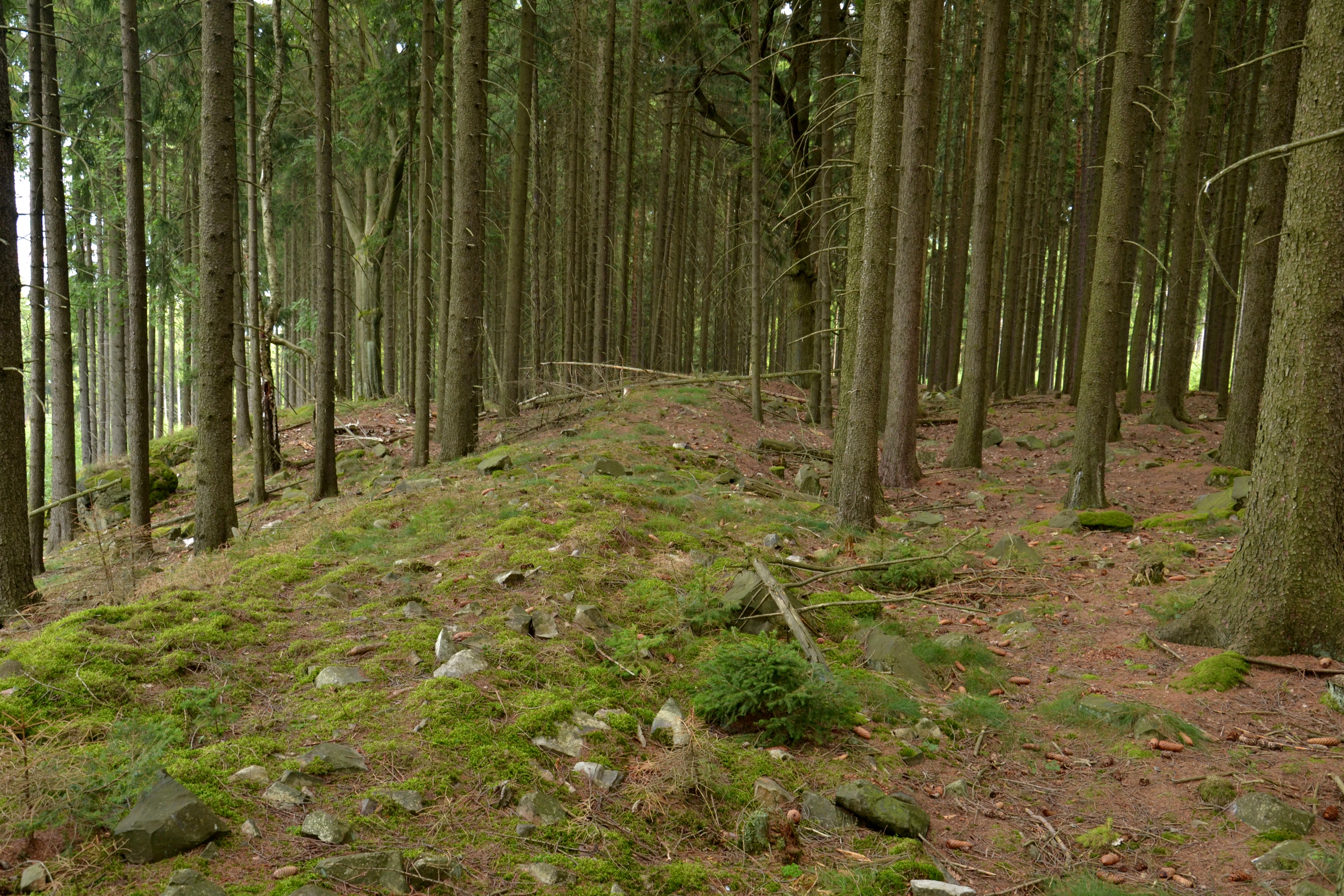
Val hradiště na Plešivci z pozdní doby bronzové

V dlouhém období doby bronzové docházelo ke kolísání počtu opevněných objektů. Ze starší doby bronzové spojované s únětickou kulturou se dochovaly ojedinělé zlomky opevnění, které jsou často narušené a překryté pozůstatky mladších staveb. Koncem starší doby bronzové stavěli příslušníci věteřovské skupiny rozsáhlé pevnosti se skořepinovými hradbami, dřevěnými i kamennými stěnami. V období mohylových kultur opevněné objekty mizí a objevují se až v jejich závěrečné fázi. Jejich opevnění tvořila kombinace různě profilovaného příkopu a hradby.
V mladší a pozdní době bronzové na českém území žili různé skupiny kultury popelnicových polí. Jejich příslušníci stavěli drobná ostrožná hradiště ale i rozsáhlé opevněné areály na výrazných ostrožnách a plochých výšinnách. Stupeň jejich poznání není velký, ale z některých výzkumů mladobronzových a pozdněbronzových hradišť pochází doklady o využívání různých technologií při stavbě jednoho hradiště.
Na Moravě se v době bronzové objevila první nížinná opevněná sídliště. Jejich opevnění dvorcového charakteru byla tvořena kombinací příkopu a palisády. Nejbližší analogické objekty ze stejné doby jsou známé z území Bavorska.

### Starší doba železná

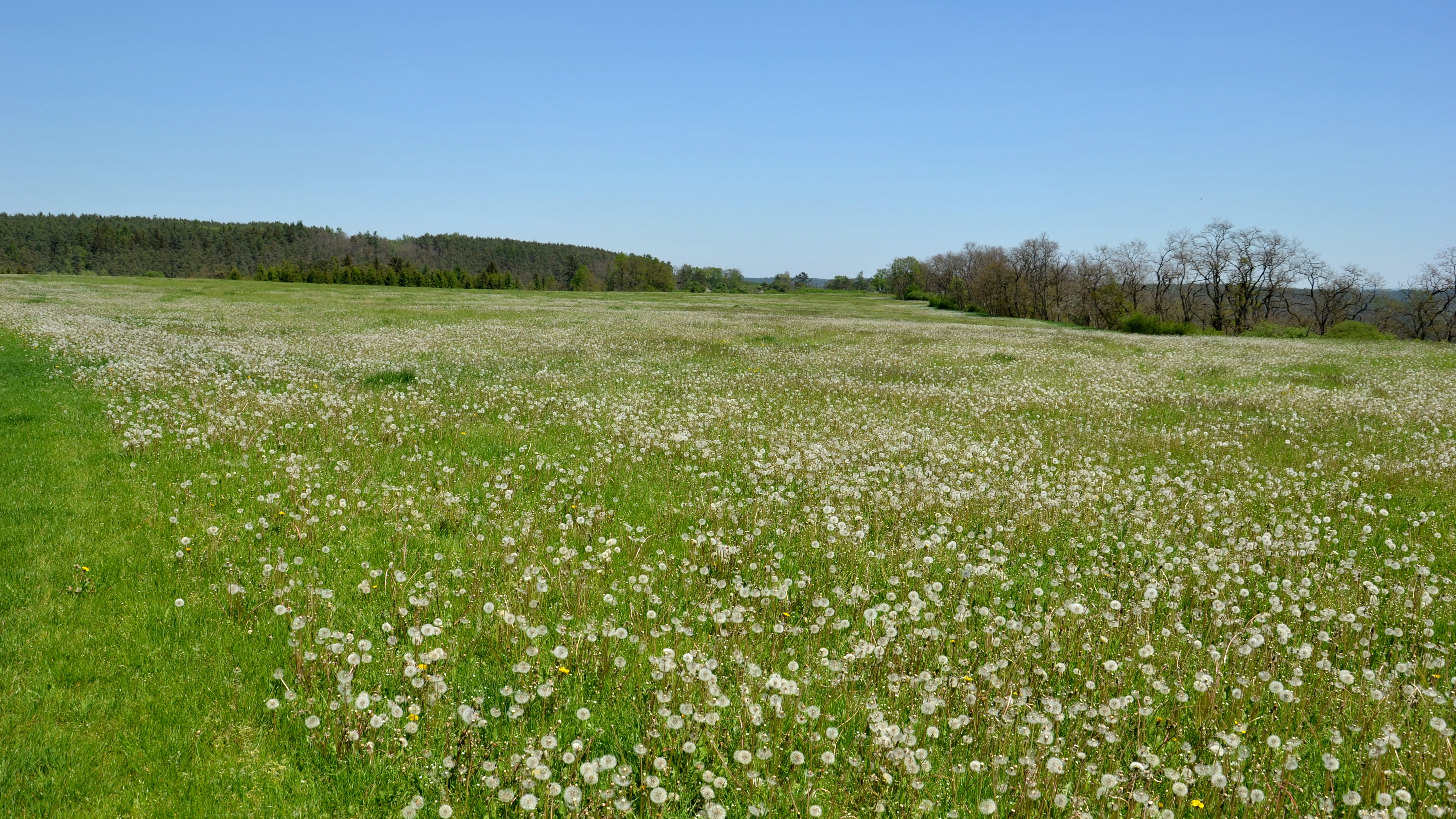
Opevnění halštatského a raně středověkého Dolního Hradiště téměř zaniklo v důsledku orby

Pro starší dobu železnou je typické budování dvorců, které byly sídly tehdejších elit, v různě výrazných polohách. Jejich opevnění tvořil příkop s palisádou, které mohly být v případě potřeby znásobeny. Archeologicky byla prozkoumána lokalita halštatského dvorce u Štítar, kde byly odkryty stopy po čtyřech pásech palisádového opevnění. Zároveň byla na ostrožnách a výrazných terénních zlomech zakládána hradiště, z nichž část zanikla pravděpodobně požárem. Jejich zánik je spojován s rozsáhlými válečnými událostmi, které vedly k velkým změnách dálkových obchodních cest.
Období výrazné stavební aktivity nastalo od počátku šestého do závěru pátého století před naším letopočtem. Hradiště z tohoto období se obvykle nachází na místech s velkým převýšením. Existují lokality s rozsáhlým obvodovým opevněním i drobná hradiště s důkladným opevněním přístupových stran ostrožen.

### Mladší doba železná

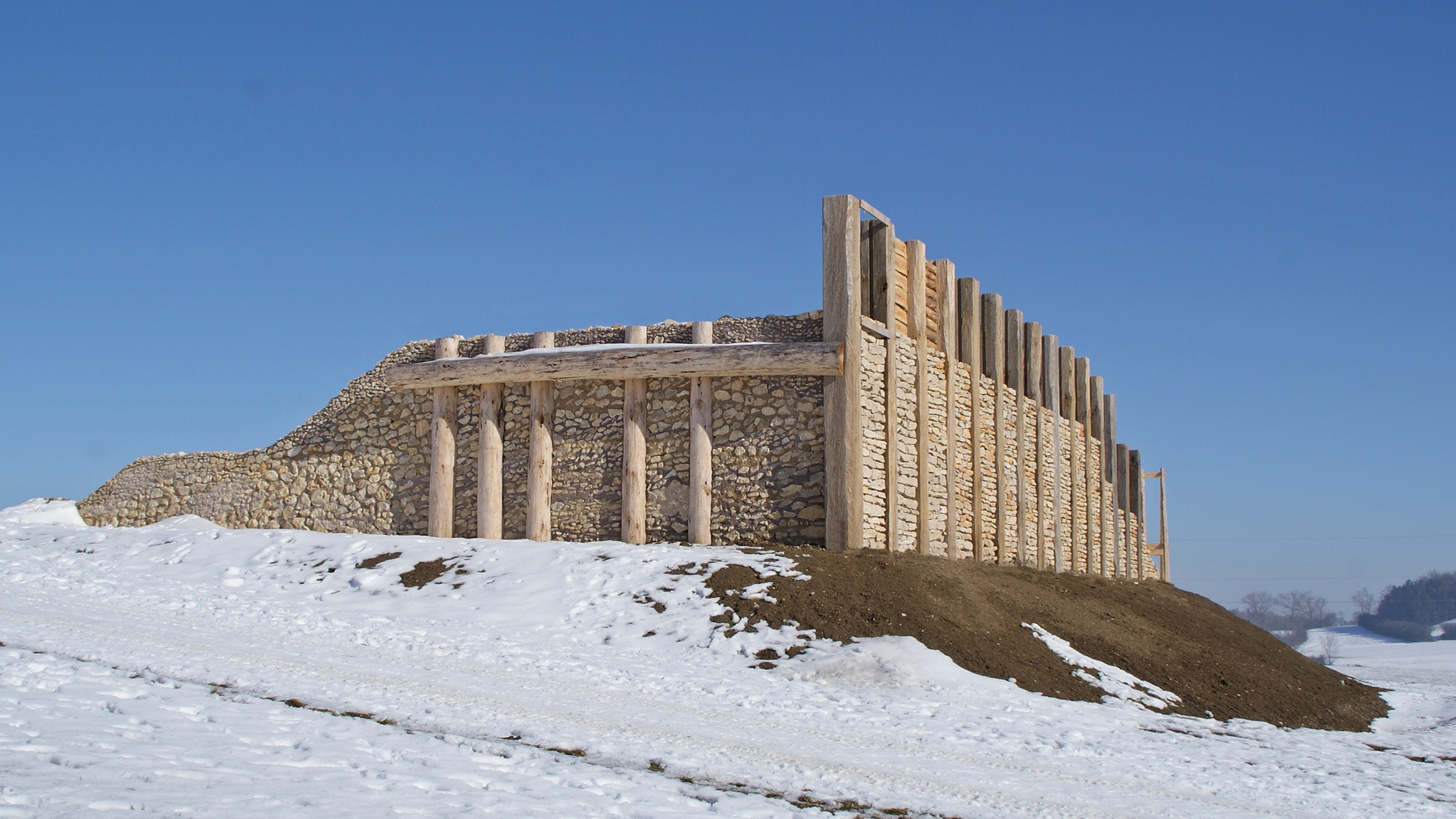
Rekonstrukce hradby typu Pfostenschlizmauer typické pro laténská oppida

Časně laténská hradiště vznikala v Čechách i na Moravě již v pátém století před naším letopočtem. Mezi dobře prozkoumané lokality patří Závist, kde časně laténské osídlení navázalo na pozdně halštatské sídliště, ale údaje z jiných lokalit nejsou k dispozici.
V mladším období laténské kultury od osmdesátých let druhého století před naším letopočtem vznikala hradiště označovaná jako oppida. Jejich společným znakem je existence obvodového opevnění a velký rozsah chráněné plochy, který se pohybuje od desítek hektarů po více než sto hektarů. Zároveň však vznikala opevnění menšího rozsahu označovaná jako castellum, jejichž zástupcem v Čechách je například Zvíkov. Období jejich výstavby je spojováno s příchodem keltských skupin z oblasti předalpské Galie, které si s sebou přinesly pokročilé znalosti stavebního umění.
Hradby laténských hradišť byly na čelní straně tvořeny dřevěnými sloupy umístěnými v přibližně pravidelných rozestupech. Prostor mezi kůly a za nimi byl vyplněn zdivem z nasucho kladených kamenů zpevněných dřevěnou roštovou konstrukcí vyplněnou nasypaným materiálem. V případě potřeby mohla být hradba znásobena do více linií. Před hradbou se mohla nacházet soustava zídek nebo příkopů kolmých ke hradební linii, jejichž účelem bylo omezit pohyb útočníků v tomto prostoru. Vstup do hradišť umožňovaly brány často klešťovitého typu. Tvořila je hradební zdí sevřená ulička ukončená vraty. Nad nimi se nacházel objekt, který umožňoval čelní obranu vrat a zároveň pohyb obránců mezi oběma křídly hradby. Podle podobnosti provedení hradeb na jednotlivých lokalitách je pravděpodobné, že řízením stavby se zabývaly skupiny zkušených stavitelů.

### Doba římská a stěhování národů

Terénní mapa okolí Starých Zámků, zobrazující rozsah opevnění
1 – centrální část hradiska
2 – první předhradí
3 – vnější val

Z období, kdy na českém území žily germánské kmeny, se nedochovaly pozůstatky opevněných objektů stavěných domácím obyvatelstvem. Jejich absence se vysvětluje odlišnými vojenskými strategiemi Germánů, které nepočítaly se stálým opevněním, a dokonce je považovaly za projev strachu a změkčilosti. Existují úvahy, že centrem Marobudovy říše mohlo být jedno z bývalých keltských oppid (Závist nebo Stradonice), ale jejich germánské osídlení, s výjimkou několika drobných objektů na Závisti, nebylo prokázáno. Z pátého století je doloženo osídlení některých starších hradišť na Moravě (např. Staré Zámky, Obřany).
Specifickým typem opevněných objektů jsou fortifikace budované římskými vojsky na Moravě. K archeologicky prozkoumaným místům patří římská vojenská pevnost u Mušova. Dále byly leteckou archeologií odhaleny a částečně prozkoumány pozůstatky římských opevněných pochodových táborů.

### Doba hradištní

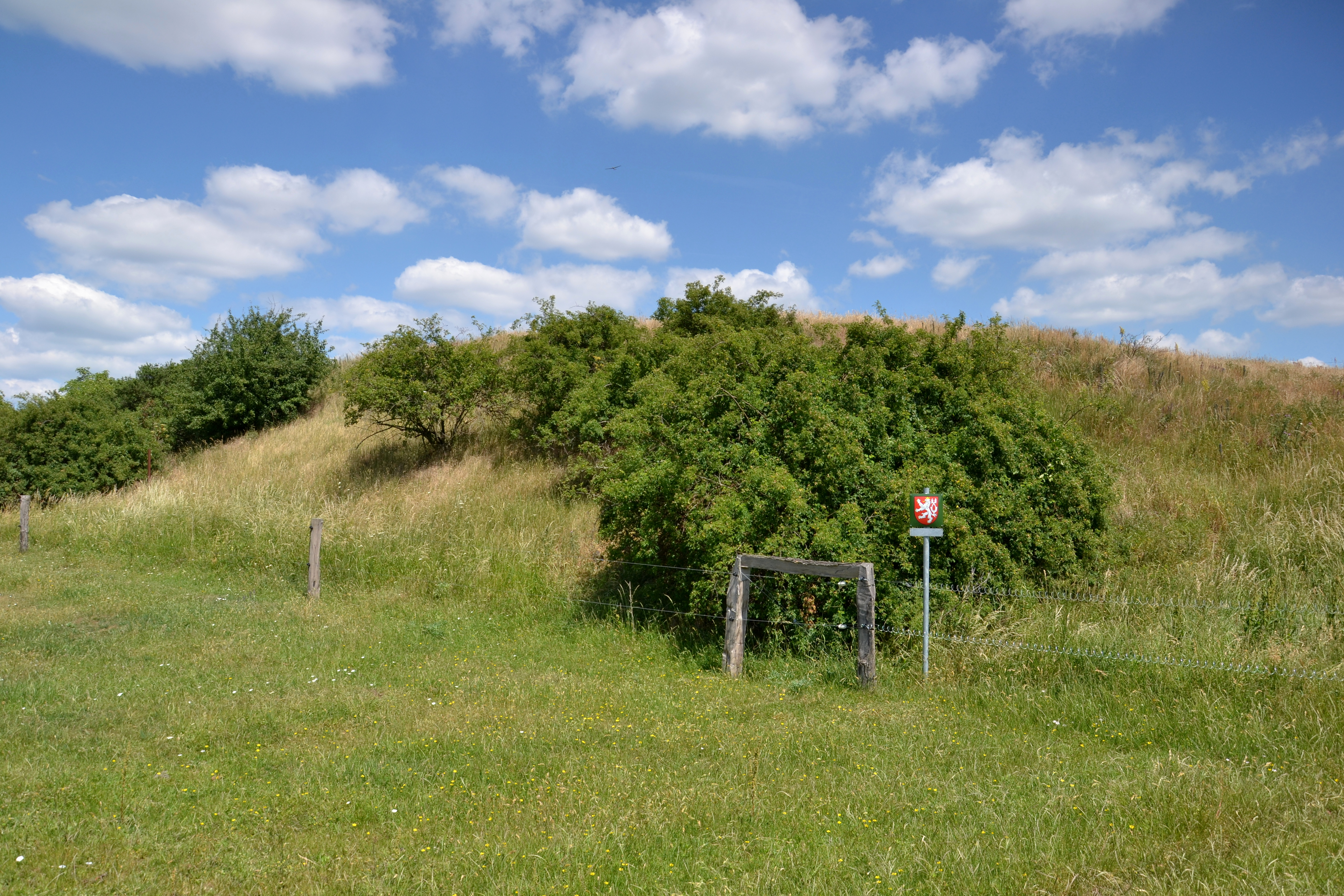
Vnitřní val v Hradci u Kadaně byl postaven v raném středověku s využitím halštatského opevnění

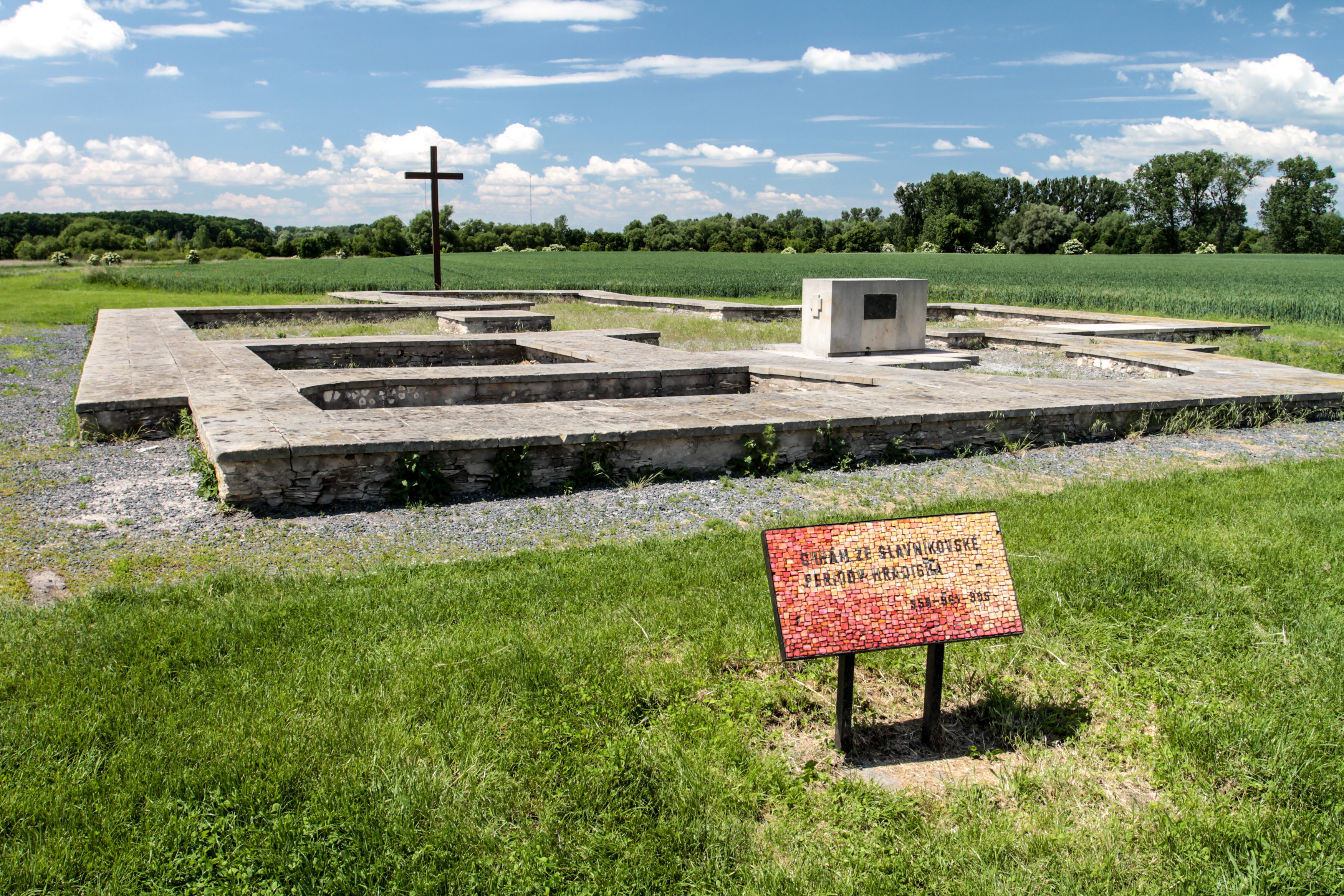
Základy kostela odkryté archeologickým výzkumem v Libici nad Cidlinou

Doba hradištní zahrnuje období raného středověku vymezené přibližně lety 600–1200 a spojené se slovanským osídlením. Předpokládá se, že Slované znali jednoduché formy opevnění v podobě palisád, příkopů a valů, ale archeologické důkazy o existenci hradišť v šestém a sedmém století chybějí. Z písemných pramenů je známá pevnost Wogastisburg, u které roku 632 došlo k bitvě mezi vojsky Sámovy říše a franského krále Dagoberta I., ale její skutečnou polohu neznáme. Na existenci opevněných objektů ukazují doklady časně slovanského osídlení míst, na kterých později vznikla skutečná hradiště. Pravděpodobně plnily funkci obranných nebo útočištných pevností.
První archeologicky doložená opevnění pochází až z osmého století. Jejich pozůstatky ovšem bývají překryté hradbami mladších stavebních fází. Tato nejstarší hradiště nejspíše sloužila jako strážní nebo obranné body a v některých případech snad také jako dočasná nebo trvalá sídla tehdejších elit. Mezi nejstarší doložená hradiště patří Klučov z osmého či dokonce závěru sedmého století. Na Moravě ze stejné doby pochází palisádová opevnění Mikulčic, Starých Zámků nebo hradiště v Radslavicích.
V průběhu první poloviny devátého století počet hradišť rostl a měnila se také jejich podoba. Jednoduché palisádové hradby přestávaly dostačovat požadavkům na zajištění dostatečné bezpečnosti, a začaly je nahrazovat komplikovanější stavby, jejichž významnou složkou se stal kámen. Příčinou mohla být přítomnost velkých vojsk Karla Velikého, která se v letech 791–796 pohybovala v blízkosti českého území a jejichž součástí byly oddíly specialistů na dobývání a stavbu obléhacích strojů. Druhým důvodem byla emancipace slovanských elit, které potřebovaly kvalitní objekty k zajištění mocenské opory a správy území. Nové lokality měly podobu malých výšinných objektů i rozsáhlých nížinných hradišť, která se v době Velkomoravské říše koncentrovala zejména na jižní Moravě. Soustřeďovaly se do nich hospodářské, správní a vojenské funkce. V centrálních hradištích se s příchodem křesťanství začaly stavět první kamenné kostely.
Rostoucí plocha hradišť členěných hradbami na vnitřní hrad a předhradí jim umožnila poskytovat v případě nebezpečí útočiště obyvatelstvu z okolí. Rozvíjející se přemyslovský stát potřeboval zajistit správu území. V polovině desátého století proto vznikla tzv. hradská soustava, kterou tvořil v Čechách i na Moravě systém správních hradů, kde se shromažďovaly a uskladňovaly dávky vybrané od obyvatelstva.
Od devátého století tvořil základní typ opevnění příkop, za kterým stála dřevohlinitá hradba s čelní stěnou zpevněnou zdí z nasucho kladených kamenů. Linie opevnění mohly být v případě potřeby znásobeny. Postupem času se v průběhu desátého až dvanáctého století zvyšovala výška i šířka hradeb. V Bílině je z dvanáctého století archeologicky doložená hradba široká devatenáct metrů.